# Cipköy
Pour les articles homonymes, voir Cip.
Cipköy (prononcé [ d͡ʒip.'kœj]) est un village de la province de Elâzığ. Un barrage sur la rivière Cip Çayı qui arrose le village permet l'irrigation.